# Kurai
Kurai is een bestuurslaag in het regentschap Lima Puluh Kota van de provincie West-Sumatra, Indonesië. Kurai telt 1317 inwoners (volkstelling 2010).